# Miguel de Carrión
Miguel Antonio de Carrión de Cárdenas (La Habana, 9 de abril de 1875-La Habana, 30 de julio de 1929) fue un escritor y periodista cubano.

## Biografía
Al estallar la Guerra de Independencia en 1895 emigró a los Estados Unidos. A su retorno se dedicó por completo a las letras y al periodismo. Se graduó de médico en la Universidad de La Habana, profesión que ejerció durante toda su vida. 
Cuando se establecieron escuelas normales para maestros en Cuba en 1918 ganó por oposición la Cátedra de Anatomía y Fisiología de la Escuela Normal de La Habana. Miembro fundador de la Academia Nacional de Artes y Letras.
Retrató en sus obras el bajo mundo habanero, en un intranquilo afán por captar la realidad social y política.
Autor contribuyente a El Heraldo de Cuba.

## Obras publicadas
- 1929: La esfinge (novela inconclusa, publicada en La Habana en 1961).
- 1919: Las impuras (novela).
- 1918: Las honradas (novela).
- 1904: El milagro (novela, La Habana).
- 1903: La última voluntad (narraciones, La Habana).